# Margattea variegata
Margattea variegata är en kackerlacksart som först beskrevs av Brunner von Wattenwyl 1898.  Margattea variegata ingår i släktet Margattea och familjen småkackerlackor. Inga underarter finns listade i Catalogue of Life.